# Аллен, Кати
Кейт Рут (Кати) Аллен (англ. Kate Ruth (Katie) Allen, 28 февраля 1974, Аделаида, Австралия) — австралийская хоккеистка (хоккей на траве), полевой игрок. Олимпийская чемпионка  2000 года, двукратная чемпионка мира 1994 и 1998 годов.

## Биография
Кати Аллен родилась 28 февраля 1974 года в австралийском городе Аделаида.
На юниорском уровне играла в хоккей на траве за «Бёрнсайд». В дальнейшем выступала за «Канберра Страйкерс» и «Аделаида Санс».
Дважды завоёвывала золотые медали чемпионата мира — в 1994 году в Дублине и в 1998 году в Утрехте.
В 1998 году завоевала золотую награду хоккейного турнира Игр Содружества в Куала-Лумпуре.
Три раза была победительницей Трофея чемпионов в 1995, 1997 и 2003 годах.
В 2000 году вошла в состав женской сборной Австралии по хоккею на траве на летних Олимпийских играх в Сиднее и завоевала золотую медаль. Играла в поле, провела 8 матчей, мячей не забивала.
В 2004 году вошла в состав женской сборной Австралии по хоккею на траве на летних Олимпийских играх в Афинах и завоевала золотую медаль. Играла в поле, провела 6 матчей, мячей не забивала.
В 2001 году была награждена медалью Ордена Австралии.
В 2005 году Международная федерация хоккея на траве номинировала Аллен на звание лучшей хоккеистки мира.
По окончании игровой карьеры стала тренером. В 2009—2016 годах была главным тренером хоккейной программы института спорта штата Виктория. В 2013 году была помощником главного тренера женской команды Австралийской хоккейной лиги «Викториан Вайперс». В 2016 году ассистировала главному тренеру сборной Австралии среди девушек, которая выиграла бронзовые награды чемпионата мира.
Тренировала мужскую команду «Камберуэлл» в премьер-лиге штата Виктория, став первой женщиной-тренером в этом турнире.